# فن الشرح العماني
فن الشرح؛ هو فن من الفلكلور الشعبي يعكس الجوانب الاجتماعية والثقافية للمجتمع العماني. يتميز هذا الفن بأسلوبه البسيط، حيث يقوم رجلان بأداء رقصة تناغمية على أنغام الشعر الجاد، مصحوبة بإيقاع الأدوات الموسيقية التقليدية مثل الطبل المرواس، طبل المهجر، والدف الصغير. ويهدف هذا الفن إلى إبراز جمال الشعر العربي الغنائي من خلال حركة رقص متناغمة وأداء موسيقي
```
مميز
[
1
]
```

## الآلات الموسيقية لهذا الفن
يعتمد فن الشرح على استخدام إيقاع الآلات الموسيقية التقليدية، وهي:
الطبل المرواس: يُستخدم لتوفير الإيقاع، ويضرب بكف العازف عليه بكف واحدة، فيما تديره الكف الأخرى في الهواء.
طبل المهجر: يتم وضعه على ركبة العازف بشكل عرضي، ويضرب عليه العازف بالكفين.
الدف الصغير ذو الجلاجل: يستخدم لإضافة بعد صوتي متناغم يساعد على ضبط الإيقاع المناسب للرقصة

## طريقة أداء الرقصة
يلبس الراقصان وشاحا من الصوف أو الحرير المنقوش ويبدأن الرقص بشكل هادئ، حيث ينحني الراقصان أمام فرقة الموسيقى قبل أن يتحركا بتناغم كامل في ثلاث خطوات محددة، وتتضمن هذه الحركات ثنية خفيفة من الركبة مع التفاف خفيف للجسد عند الاعتدال

## أجزاء فن الشرح
ينقسم فن الشرح إلى جزأين رئيسيين، وهما:

### القصبة
يتم فيه غناء أبيات شعرية تتناول الحب والعواطف، ويركز على شعر الغزل

### القبوس
يعتبر أكثر روحانية من الجزء الأول. ، غالباً ما يركز هذا الجزء على شعر المناجاة والدعاء

## وصلات خارجية
- التراث الديني والثقافي في سلطنة عمان يراد مستمر تتعاقب عليه الأجيال